# Новое Маврино
Новое Маврино — село в Заинском районе Татарстана. Входит в состав Старо-Мавринского сельского поселения.

## География
Находится в восточной части Татарстана на расстоянии приблизительно 25 км на юг-юго-запад по прямой от районного центра города Заинск у речки Степной Зай.

## История
Основано в середине XVIII века. Упоминалось также как Нижнее Маврино.

## Население
Постоянных жителей было: в 1859—601, в 1870—626, в 1897—863, в 1913—959, в 1920—860, в 1926—630, в 1938—737, в 1949—581, в 1958—652, в 1970—436, в 1979—317, в 1989—111, в 2002 — 88 (русские 95 %), 95 в 2010.